# Władysław Oćwieja
Władysław Oćwieja (ur. 21 września 1919 w Limanowej, zm. 29 lipca 1955 we Wrocławiu) – polski organista i dyrygent.

## Życiorys
Był synem pracownika PKP Tomasza Oćwiei. Ukończył szkołę podstawową w Nowym Sączu oraz Salezjańską Szkołę Organistowską w Przemyślu. Następnie kształcił się w konserwatorium Polskiego Towarzystwa Muzycznego we Lwowie pod kierunkiem Józefa Rubingera, w 1939 roku uzyskując dyplom. Pobierał też lekcje kompozycji u Józefa Kofflera. Maturę zdał eksternistycznie w II Państwowym Liceum i Gimnazjum im. Karola Szajnochy. W czasie II wojny światowej przebywał na terenie ziemi krakowskiej, kieleckiej i nowosądeckiej, udzielał prywatnie lekcji gry na fortepianie i organach.
W 1945 roku został wykładowcą Państwowego Konserwatorium Muzycznego w Katowicach. W 1946 roku wyjechał do Wrocławia, gdzie objął funkcję organisty katedry św. Jana Chrzciciela. W latach 1946–1950 studiował muzykologię na Uniwersytecie Wrocławskim pod kierunkiem Hieronima Feichta. Od 1949 do 1951 roku pracował jako dyrygent chórów we wrocławskiej rozgłośni Polskiego Radia, prowadził też transmitowane w radio recitale organowe. Kierował budową organów w sali Polskiego Radia na Krzykach.